# Bosbach (Kürten)
Bosbach ist ein Wohnplatz in der Gemeinde Kürten im Rheinisch-Bergischen Kreis.

## Lage und Beschreibung
Der Ort liegt in der Nähe von Unterbersten. Bei Bosbach entspringt der gleichnamige Bosbach, ein Zufluss des Olpebachs.

## Geschichte
Die Topographia Ducatus Montani des Erich Philipp Ploennies aus dem Jahre 1715, Blatt Amt Steinbach, belegt, dass der Ort bereits 1715 als Ort mit drei Höfen bestand und als Bosbach bezeichnet wurde. Carl Friedrich von Wiebeking benennt die Hofschaft auf seiner Charte des Herzogthums Berg 1789 als Bosbach. Aus ihr geht hervor, dass Bosbach zu dieser Zeit Teil der Honschaft Olpe im Kirchspiel Olpe im Landgericht Kürten war.

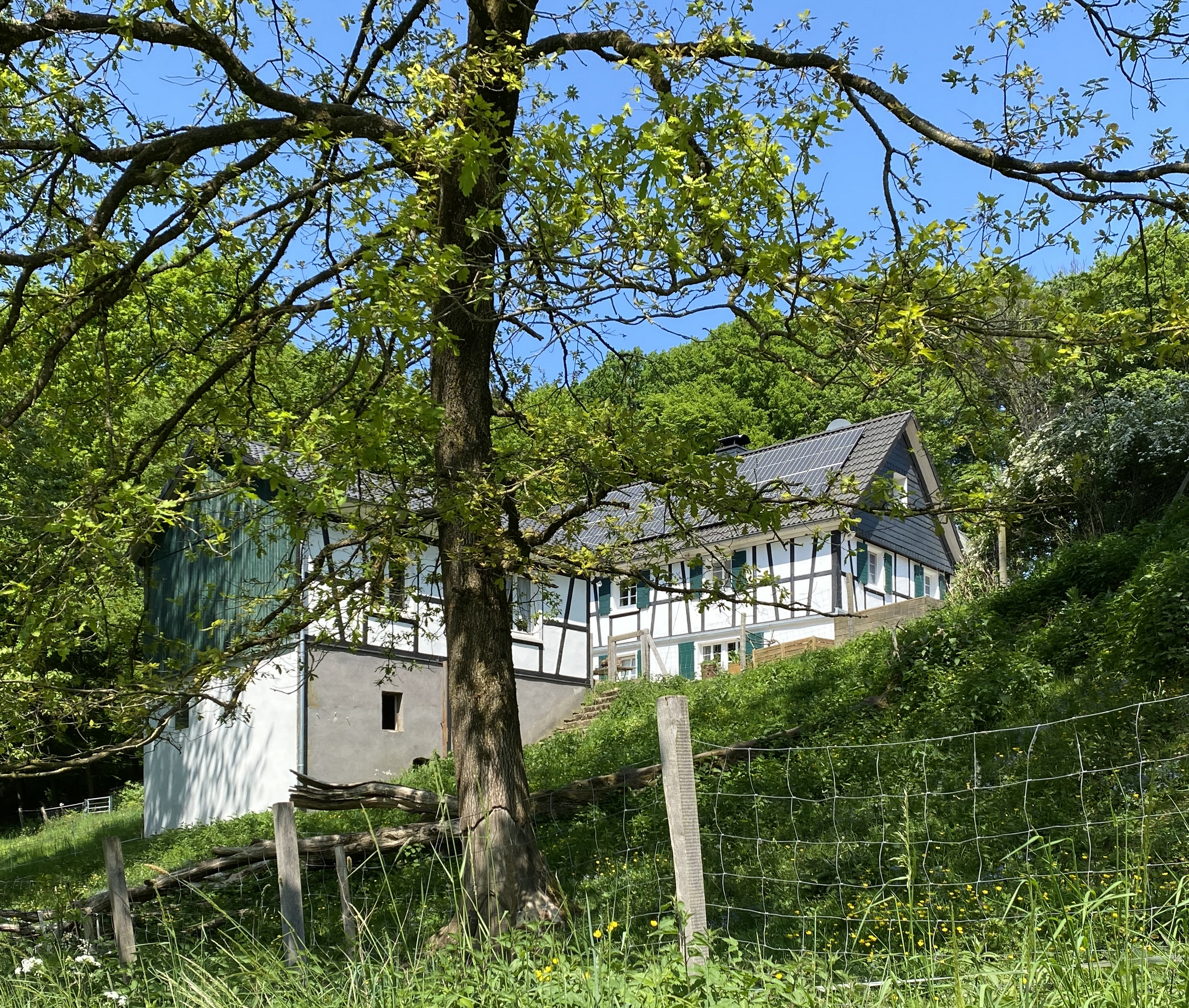
Hof in Bosbach

Unter der französischen Verwaltung zwischen 1806 und 1813 wurde das Amt Steinbach aufgelöst und Bosbach wurde politisch der Mairie Olpe im Kanton Wipperfürth  im Arrondissement Elberfeld zugeordnet.  1816 wandelten die Preußen die Mairie zur Bürgermeisterei Olpe im Kreis Wipperfürth.
Bosbach gehörte zu dieser Zeit zur Gemeinde Olpe.
Der Ort ist auf der Topographischen Aufnahme der Rheinlande von 1824 als Bossbach und auf der Preußischen Uraufnahme von 1840 als Bosbach verzeichnet.
Ab der Preußischen Neuaufnahme von 1892 ist er auf Messtischblättern regelmäßig als Bosbach verzeichnet.
1822 lebten 30 Menschen im als Hof kategorisierten Ort.
1830 hatte der Ort 33 Einwohner.
Der 1845 laut der Uebersicht des Regierungs-Bezirks Cöln als Weiler kategorisierte Ort besaß zu dieser Zeit sechs Wohnhäuser. Zu dieser Zeit lebten 20 Einwohner im Ort, davon alle katholischen Bekenntnisses.
Die Gemeinde- und Gutbezirksstatistik der Rheinprovinz führt Bosbach 1871 mit sechs Wohnhäusern und 30 Einwohnern auf.
Im Gemeindelexikon für die Provinz Rheinland von 1888 werden fünf Wohnhäuser mit 25 Einwohnern angegeben.
1895 hatte der Ort drei Wohnhäuser und 19 Einwohner.
1905 besaß der Ort drei Wohnhäuser und 21 Einwohner und gehörte konfessionell zum katholischen Kirchspiel Olpe.
1927 wurden die Bürgermeisterei Olpe in das Amt Olpe überführt. In der Weimarer Republik wurden 1929 die Ämter Kürten mit den Gemeinden Kürten und Bechen und Olpe mit den Gemeinden Olpe und Wipperfeld zum Amt Kürten zusammengelegt. Der Kreis Wipperfürth ging am 1. Oktober 1932 in den Rheinisch-Bergischen Kreis mit Sitz in Bergisch Gladbach auf.
1975 entstand aufgrund des Köln-Gesetzes die heutige Gemeinde Kürten, zu der neben den Ämtern Kürten, Bechen und Olpe ein Teilgebiet der Stadt Bensberg mit Dürscheid und den umliegenden Gebieten kam.